# حمد بن سعود الخنجري
حمد بن سعود بن عبد الله بن علي بن محمد بن عبد الله الخنجري (1324 هـ - 1400 هـ / 1907 - 1979م)، شيخ عالم، ولد بالسيب وادي اللوامي وقد ترعرع وسط أسرة عريقة عُرفت بالعلم والتجارة.

## حياته
درس على يد عمه الشيخ العلامة سالم بن عبد الله بن علي بن محمد الخنجري وانتهج نهجه والشيخ العلامة/ حمد بن سعود بن عبد الله الخنجري من أعلام عمان المعروفين وكان عالما في الشريعة ومرجعا دينيا يقصده الناس لحل مشاكلهم الخاصة وللعلاج بالأدوية الشعبية. كان وجيهاً من وجهاء مدينة مطرح وأعيانها المرموقين وصهر السيد أحمد بن إبراهيم بن قيس البوسعيدي ناظر الشؤون الداخلية في عهد السلطان سعيد بن تيمور، والده الشيخ العلامة/ سعود بن عبد الله بن علي بن محمد الخنجري والذي عملا نائبا لوالي مطرح السيد/محمد بن أحمد البوسعيدي الملقب بالغشام في عهد جلالة السلطان تيمور واستمر في عمله بمحكمة مطرح لعهد جلالة السلطان سعيد بن تيمور .والسيد محمد بن أحمد الغشام صهر الشيخ سعود بن عبد الله الخنجري. وذكر الشيخ حمد بن سعود الخنجري في موسوعة السلطان قابوس لأسماء العرب / دليل أعلام عمان بالصفحة 51 وهو معجم موسوعي لأعلام عمان يلبي حاجة المثقف العرب بصفة عامة والمواطن العماني بصفة خاصة إلى معرفة المعلومات الأساسية عن عدد من الشخصيات العمانية البارزة قديماً وحديثاً ويضم ما يزيد على سبعمائة علم لأهم الشخصيات من الحكام والعلماء والقضاة والقادة والشعراء وغيرهم. وهو وثيقة مهمة في التاريخ العماني، لأنه من خلال عرضه لتراجم تلك الشخصيات في الحضارة العربية-الإسلامية. ويجيء هذا الدليل ليسد فراغاً واضحاً في المكتبة العربية، فلم يؤلف في العصر الحديث معجم موسوعي لأعلام عمان طبقاً للمنهج الذي وضع لهذا العمل، ولم يتوقف الدليل عند أعلام تخصص واحد بعينه، وإنما يضم تراجم لأهم الشخصيات في التاريخ العثماني من الحكام والأئمة والعلماء والقضاة والقادة والفرسان والشعراء والأدباء وغيرهم ولم يكتف دليل أعلام عمان بالترجمة للرجال، ففيه أيضاً تراجم لعدد من شهيرات النساء في التاريخ العماني. مما جعل منه مدونة مهمة للتعريف الموجز والمركز بأهم الشخصيات العمانية عبر القرون وصل عددها إلى ما يزيد على سبعمائة علم، وذكر في كتاب تتمة الأعلام للزركلي بالصفحة 152. ولديه مكتبه من بين مجموعه المكاتب العمانية الصغيرة منها، مثل: مكتبة الإمام نورالدين السالمي (في بدية (ومكتبة الشيخ أحمد بن حمدالخليلي (في روِي) ومكتبة الشيخ حمد بن سعود بن عبد الله الخنجري (في مطرح) (ومكتبة الشيخ سالم بن حمود السيابِي (في سمائل والعاصمة) ومكتبة الشيخ ناصربن راشد الخروصي (في العوابِي) ومكتبة الشيخ سعيدبن خلَف الخروصي(في العاصمة) ومكتبة الشيخ علي بن سالم الحجري (في بدية) ومكتبة الشيخ سالم بن حمدالحارثي (في اُلمضيرِب) ومكتبة الشيخ حسن بن محفوظ الخَزرجِي (في خصب)ومكتبة السيد شرف العرب اُلموسوِي (في العاصمة) ومكتبة الشيخ حمود بن حميد الصوافي (في سناو ) ومكتبة وقْف الحمراء (في الحمراء) ومكتبة وقْف بنِي سيف (في نزوى) ومكتبة القاضي مالك بن محمد العبري (في العاصمة) ومكتبة الشيخ علي بن إبراهيم كوتاه (في صحار) ومكتبة الشيخ سعيد بن علي اُلمغيري (في العاصمة)